# フォルバック
フォルバック（ドイツ語: フォルバッハ、Forbach）は、フランス、グラン・テスト地域圏モゼル県のコミューン。境を接するドイツのザールブリュッケンとコナベーションを形成している。

## 地理・交通
コミューンは、Warndt（fr）という、非常に工業化が進んだ、侵食された背斜に位置する。
フォルバック駅をフランス＝ドイツ間の列車が行き来している。現在、フォルバック駅にはパリ - フランクフルト・アム・マイン間のICEが停車する。A320高速道路を利用すると、メスから約45分である。

## 由来
10世紀に歴史に初めて登場したときの名はFurpacであった。以後変遷をたどり、1645年にはFourbachと呼ばれ、現在はForbachとなった。

## 歴史

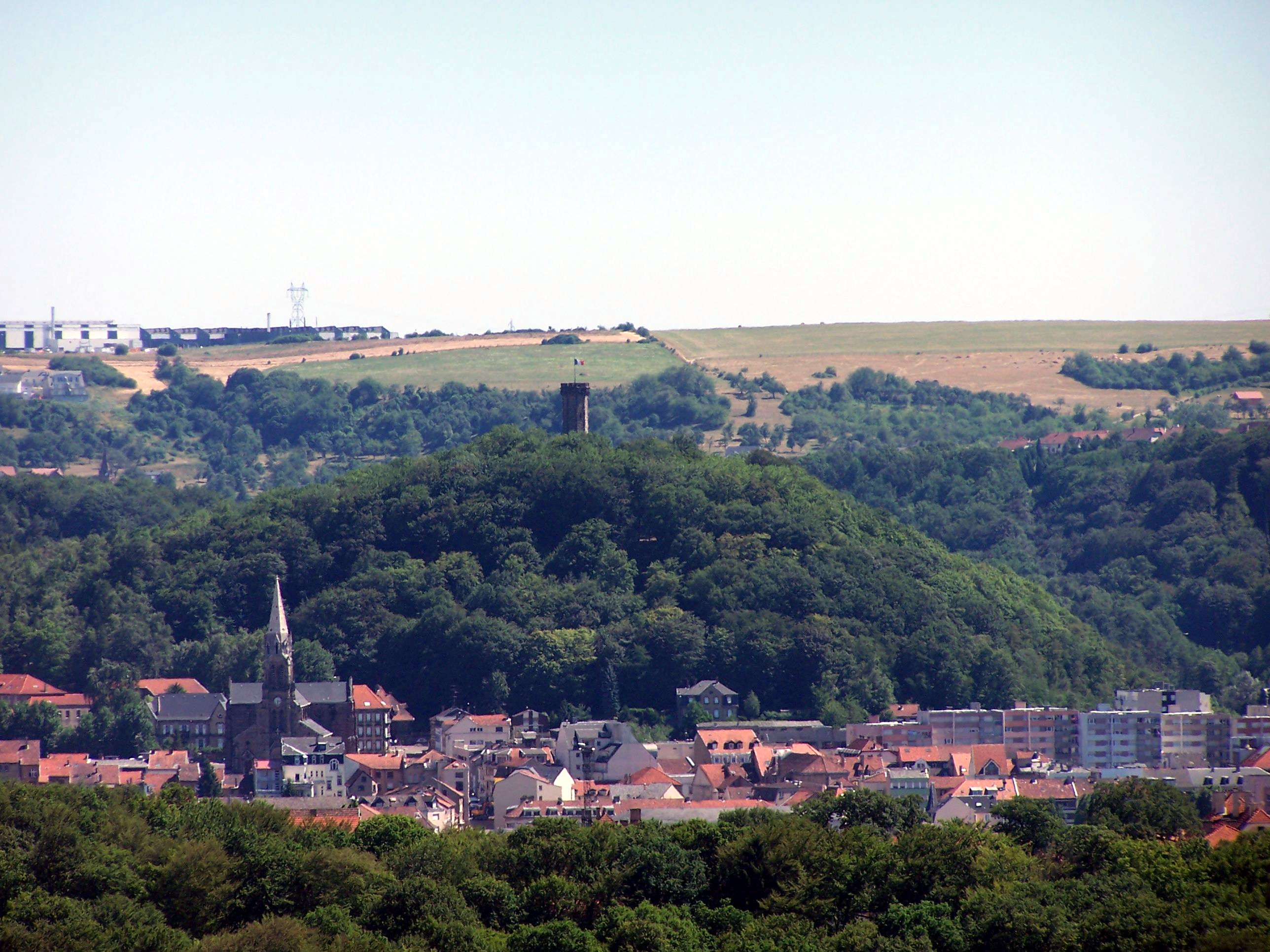
フォルバック市街を見下ろすシュロスベールの丘

フォルバック周辺には古代から人が定住していた。ケルト、そしてローマ人が住んでいた。フォルバックという地名はゲルマン語由来のもので、土地の状況を表している。Bachとは渓流を、For（Forst）とは森を意味する。ガロ＝ローマ時代、メス＝マインツ間（Warndtの南東）を軍事用街道が通っていた。この道がおそらく、丘のふもとにあった村の発展を促したとみられる。
12世紀終わり、フォルバックのシュロスベールの丘に城が建てられた。城は徐々に拡張され、1550年には城壁で町とつながった。10世紀から1793年まで、多くの荘園領主がフォルバックを所有した。『ドイツのラブレー』として知られる多作の風刺作家、ヨハン・フィスハルトは、1583年から1590年までフォルバックの官吏として働いていた。
ロレーヌ地方全体は、三十年戦争によって荒廃した。シュロスベールの丘にあった城と城壁は、宰相リシュリューの命令で1635年に解体された。同時代には、サント＝クロワ礼拝堂が荒れるがままに放置された。
1716年1月、スウェーデン人男爵、ヘニング・フォン・ストラレンハイムがフォルバック荘園を購入した。のちにロレーヌ公レオポルド1世がフォルバックを伯爵領とした。ヘニングは自分の邸宅としてバラビーノ城を建てた。さらに森林を有効活用するため、そして伯爵領の収入とするために、ヘニングの2度目の妻ソフィア・ヴァサブールがガラス工房を設置した。
1734年にストラスブールで生まれたマリー＝アンヌ・カマスは、2代目のフォルバック伯爵夫人となった。ツヴァイブリュッケン＝ビルケンフェルト公クリスティアン4世は、平民出身のこの踊り子に深い愛情を注ぎ、1751年にマリー＝アンヌ・カマスと貴賎結婚し、1757年にフォルバック伯爵領を購入した。1775年からマリー＝アンヌはフォルバックの城に住み、宮廷を切り盛りした。
1851年、フォルバック＝メス間の鉄道が開通した。1年後にはザールブリュッケンともつながった。19世紀半ばから、政治的、経済的、地元社会に影響を及ぼす3つの産業家が台頭した。ヴェンデル家、クチュリエ家、アト家である。
ヴェンデル家は近接するコミューン、プティ＝モゼルで石炭産業を始めた。そしてスティラン＝ヴェンデル、フォルバックの2箇所で製鉄工場を操業させた。この工場は、1870年の普仏戦争で打撃を受けるまでフランス第二帝政最大の製鉄工場とうたわれた。
クチュリエ家はそれよりは規模は小さいが、当時のロレーヌ、そしてドイツにおいてタイル製造で知られた。
ダンボール製造工場の創業者となったピエール・アトは、フォルバックに技術的そして建築上の輝きをもたらした。シュロスベール城、サン＝レミ教会を建てた。この華やかな時代は、1870年8月6日のスピケレンの戦いで幕を閉じた。フォルバックはドイツ帝国領となったのである。
ドイツ帝国消滅後の1919年、フランスに復帰したフォルバックは、マジノ線の建設で軍事的重要性が薄れていた。戦後の荒廃でコミューンは苦しみ、世界的な経済危機、過激派の台頭が追い討ちをかけた。
第二次世界大戦では、ドイツ第三帝国がモゼルを併合し、コミューンの運命は下降した。フォルバックの男性はドイツ国防軍や親衛隊の軍事部門に徴兵され、マルグレ＝ヌーと呼ばれた。また別の者は第三帝国の工場へ送られた。ナチス権力のくびきに苦しまない者はなかった。
1944年9月、ナンシーとヴェルダンが解放され、同年11月の激しい戦いの後にはメスが解放された。一方フォルバック住民は、その年の冬を自分たちで掘った穴や隠れ家で過ごさなければならなかった。1945年3月14日、恐ろしい戦闘の結果、苦難と絶望そして犠牲を強いられた5年以上の年月が終わりを告げ、フォルバックは解放された。
1947年に始まった、30年間の栄光（fr）と呼ばれた経済成長は、1970年代のロレーヌを打ちのめした炭鉱・製鉄不況とストライキで停滞した。フォルバックも、経済不況に陥った都市のひとつであった。
コミューンは、経済危機と再雇用で勇敢な歩みを続けている。

## 人口統計
2016年時点のコミューン人口は21627人で、2011年時点の人口より0.31%増加した。
| 1962年 | 1968年 | 1975年 | 1982年 | 1990年 | 1999年 | 2004年 | 2016年 |
| ------ | ------ | ------ | ------ | ------ | ------ | ------ | ------ |
| 21704  | 23120  | 25244  | 27187  | 27076  | 22807  | 21956  | 21627  |

参照元:1962年から1999年までは複数コミューンに住所登録をする者の重複分を除いたもの。それ以降は当該コミューンの人口統計によるもの。1999年までEHESS/Cassini、2006年以降INSEE

## 文化
フォルバックでは、いくつかの言語が話されている。
- フランス語（フランス共和国の公用語）
- ドイツ語（コミューンでは、出版物、信仰、歌唱で例外的に使われる）
- ライン・フランケン語（Rheinfränkisch） - 西中部ドイツ語の一種。プラット（Platt）と呼ばれる方言の使用は、フォルバックで衰退してきている。

1790年、フォルバックの言語行政は二言語となっており、プラットが恒常的に使われた。1794年、法律により、フランス語以外の言語の公的機関での使用が禁止された。1850年、フランス語は広まっているが、教理問答と祭式はドイツ語で行われていた。住民は常にフランス語とドイツ語の出版物を読んだ。方言は日常会話で使われた。1870年、普仏戦争でフランスが敗北しドイツに占領され、少数派が町から流出した結果、ドイツ文化が徐々に導入され始め、工業化した町にドイツ人移民が定住した。1872年に学校は完全にドイツ語化された。プラットは日常言語のままだった。1918年、ロレーヌがフランスに復帰し、フランス語が不可欠となる。フォルバックでは、教育現場で徐々にフランス語化が進む。1926年、教理問答と祭式はしばしばドイツ語で行われた。レーモン・ポアンカレ大統領はフランス語と方言の二言語政策を支持し、これが原因で議員や司教から敵対的な反応が起きる。第二次世界大戦が始まるまで状況は変わらなかった。
1940年、モゼル県が第三帝国に併合される。授業はドイツ語のみとなる。ドイツ語を母語とする教師がフォルバックの様々な学校に配置された。フランス語は禁止された。使用されるのはドイツ語のみとなる。プラットは住民が話し続けた。
1945年以降、強制的なフランス語化が行われる。1926年の、学校におけるドイツ語教育の法律は、1972年まで暫定的に停止されたままだった（この年より初等教育でドイツ語が復活する）。プラットは長い間衰退し、高齢者の日々の交流や、特定の人気のある表現（演劇、歌唱、詩作）でのみ生き残った。
1986年、バカロレアにおける地域言語と文化の選択科目で、モゼル県の言語と文化が採用された。
バイリンガルの有名な歌手として、フォルバック出身のパトリシア・カースを挙げることができる。6歳まで彼女はフランス語を話せず、母語は方言のプラットであった。

## 出身者
- パトリシア・カース

## 姉妹都市
- フェルクリンゲン、ドイツ
- ラヴァヌーザ、イタリア
- タルグ・ジウ、ルーマニア